# Let's Go Brandon

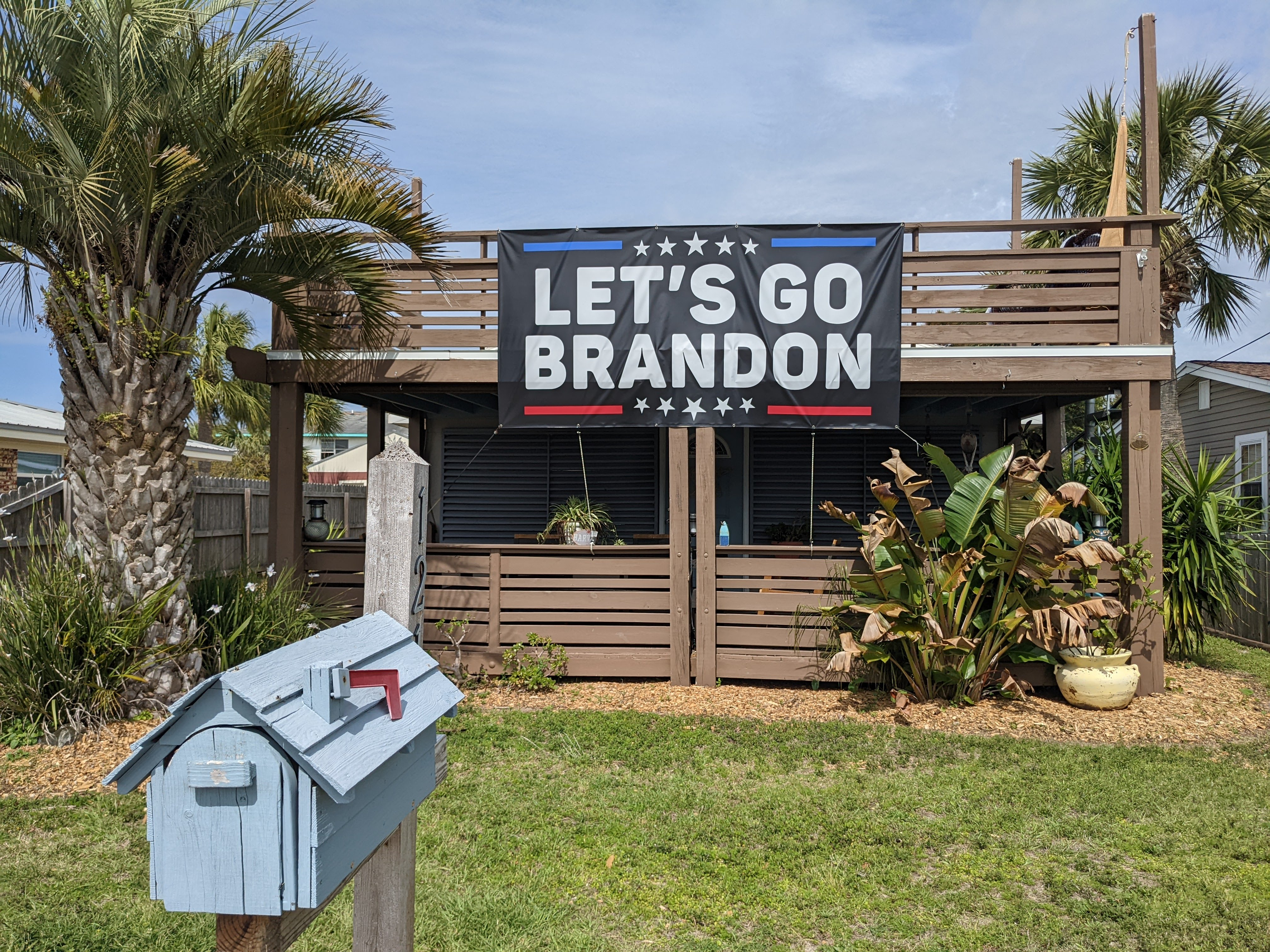
フロリダ州にある住宅の看板に"Let's Go Brandon"の文字が掲げられている。

"Let's Go Brandon"（レッツ・ゴー・ブランドン、頑張れ、ブランドン）は、第46代アメリカ合衆国大統領ジョー・バイデンを罵る言葉"Fuck Joe Biden"（くたばれ、ジョー・バイデン）を婉曲的に意味する政治的スローガンである。
"Fuck Joe Biden"というチャントはスポーツイベントにて2021年9月初旬より使われ始めた。これに対し"Let's Go Brandon"が使われるようになったのは、2021年10月2日にアラバマ州で行われたストックカーレースNASCARにて優勝したブランドン・ブラウンにNBCのレポーターであるケリー・スタバストがインタビューした際に、観客による"Fuck Joe Biden"というチャントを"Let's go, Brandon"（頑張れ、ブランドン）と叫んでいると誤って紹介してしまったことがきっかけである。このスローガンは共和党の政治家やバイデンを批判する人々が使用することで広く知られるようになった。また、このフレーズを使用したラップ曲がレコードチャートの上位にランクインするなど、瞬く間に大衆文化に浸透していった。

## 起源

### 反バイデンのチャント
2021年9月初旬、アメリカ合衆国南部で開催されたカレッジフットボールの試合にて"Fuck Joe Biden"というチャントが発生したと報じられた。9月末には、このチャントは米北部にあるノートルダム大学やワイオミング大学などにも広がった。また9月下旬に開催されたライダーカップでも同様の反バイデンのチャントが発生している。
ワシントンD.C.に本部を置く保守系紙ワシントン・エグザミナーは、2021年9月にニュージャージー州にて開催されたメガデスのコンサートや、同年10月にニューヨーク市で行われた教師に対するCOVID-19ワクチンの接種義務化に対する抗議活動で、一部の参加者から"Fuck Joe Biden"のチャントが発生したと報じている。

### ブランドン・ブラウンへのインタビュー
2021年10月2日、アラバマ州のタラデガ・スーパースピードウェイで開催されたNASCAR Xfinityシリーズのスパークス 300レースで優勝したレーシングドライバーのブランドン・ブラウンがレース後にNBCスポーツのレポーター、ケリー・スタバストのインタビューを受けた。その際、放送を見ていた視聴者には現地にいる観客が"Fuck Joe Biden"（くたばれ、ジョー・バイデン）とチャントしているのが明確に聞こえた。AP通信によると、このチャントは最初は聞き取りにくく、またニューヨーク・タイムズによると、観客はブラウンを応援しているように見えたのだという。ヘッドセットを装着していたスタバストは生放送で「群衆からは、頑張れブランドンというチャントが聞こえてきます」と述べてしまった。

### 初期の拡散と反応
このインタビュー映像が拡散したことで、バイデン大統領に対し批判的な勢力がバイデンへの反感を表現する言葉としてこのフレーズを使うようになった。また、スタバストが観客のチャントを説明したのは、反バイデンを叫ぶ者がいることを隠すためだったからではないかという疑念から、主流メディアに見られるリベラルな偏見に対する抗議であるとも報じられた。
10月23日にはワシントン・ポストの電子版に、ドナルド・トランプ前大統領の息子であるドナルド・トランプ・ジュニアが9月にジョージア州で行われた集会の演壇に立った際、『USA、USA』と連呼する聴衆に対してジュニアが他のフェーズを促したところ"Let's Go Brandon"という声が上がり、ジュニアがSNS上で反バイデンの罵詈雑言を広めているという記事を掲載したが、しかし上述のとおりこのフレーズが反バイデンを意味するようになったのは10月2日以降のことであり明らかな勇み足であった。後日、同紙は『聴衆が叫んだのは"Let's Go Brandon"ではなく"F--- Joe Biden"であった』という訂正記事を出す羽目となり、当のジュニアはツイッターで『ジャーナリズム史上、最大の訂正だ』と揶揄。この一件でブランドンのフレーズはさらに世間に広まることとなった。
保守派コメンテーターであるベン・シャピーロやトミー・ローレンらはこのフレーズをツイッターで広めていき、当のブランドン・ブラウンは「他のブランドンたちへ、どういたしまして！行きましょう」とツイートした。このスローガンは衣類や広告掲示板に印刷されたり、アイオワ州で開催されたトランプ支持派の集会の上空を飛ぶ飛行機の後ろにつけられたバナーにも使われた。
イギリスのオンライン紙インデペンデントによると、反バイデン派が叫ぶ"Let's Go Brandon"は、もはや保守派メディアだけの現象ではなく、主流の大衆文化にも浸透しており、iTunesでは1位と2位を獲得し、アデルのニューシングルを3位に押し上げている。
NASCARのスティーブ・フェルプス社長は2021年11月5日、NASCARは左翼、右翼いずれの政治勢力とも関わりたくないと述べ、本スローガンがNASCARと暗黙の関連性があるとの見方を批判した。また、このスローガンを使用した商品にNASCARの商標を使用した場合は法的措置を取ると警告した。
2021年11月12日、ホワイトハウス報道官のジェン・サキはこのフレーズに対するバイデンの見解を問われ、「大統領がそれに集中したり考えたりすることに多くの時間を費やすとは思わない」と回答した。

## 使用方法

### 分析

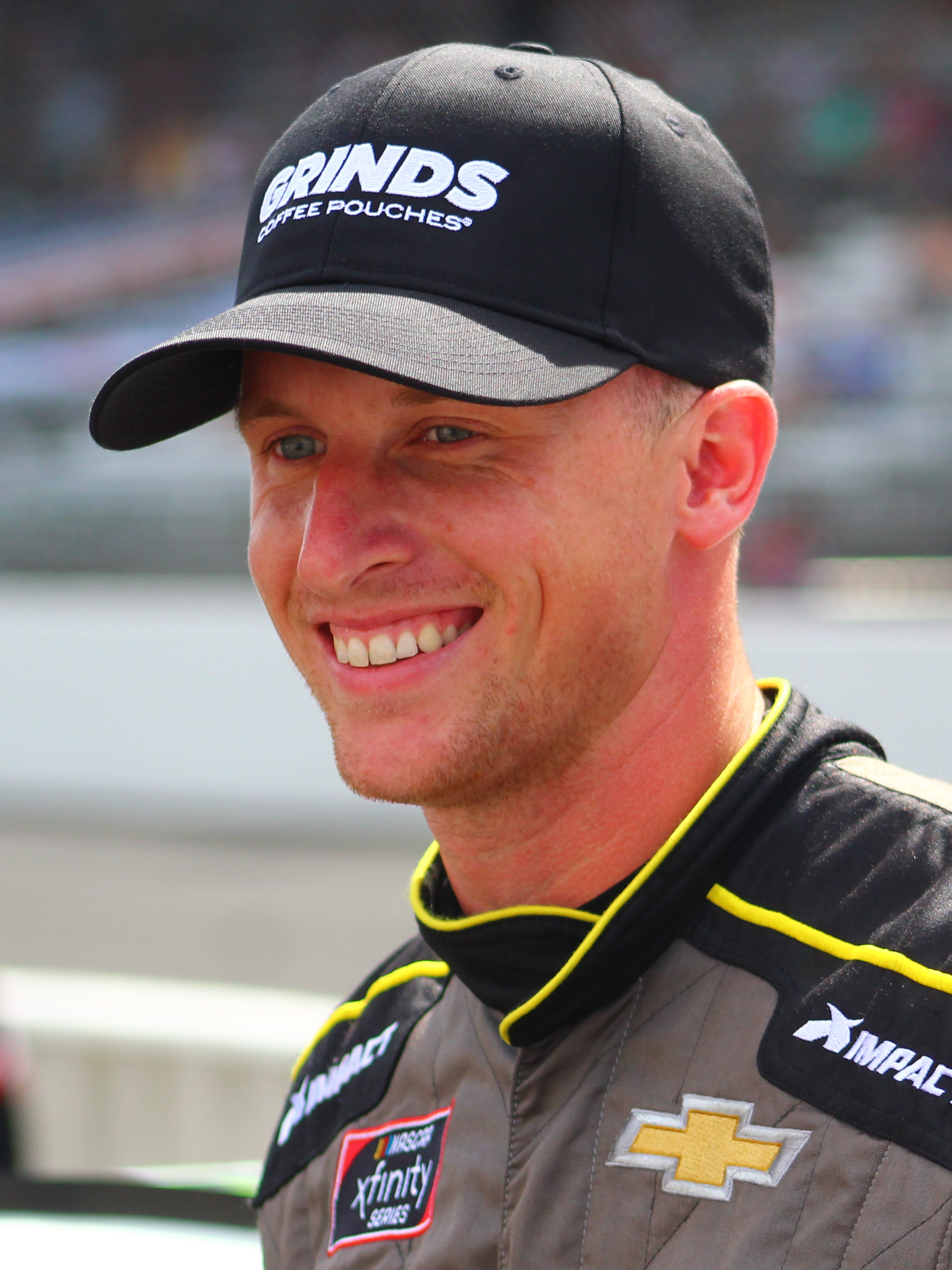
レースカードライバーのブランドン・ブラウン。このスローガンが広まるにつれ、『ブランドン』は『バイデン』の代用として使われるようになった。

アメリカの言語学者ジョン・マクウォーターは雑誌アトランティック上でこのスローガンの言語的特性を分析し、『ブランドン』の使用を、禁止された言葉の置き換え行為（英語圏ではhloniphaと表現される）だと見做した。彼は、この反バイデンを意味する婉曲表現は、"Situation Normal - All Fucked Up"（状況はいつも通り、全てが滅茶苦茶だ）の略である"SNAFU"という言葉や、伝統保守主義者やオルタナ右翼のシンパが、実際にはリベラルであると認識されている主流の保守派を表現する際に使う"cuckservatives"（"cuckold"（寝取られ）＋"conservatives"（保守派）のかばん語）という言葉などと似た雰囲気を持っているとした。マクウォーターはLet's Go Brandon現象を「非常に魅力的」であり、「言語、政治、機知、創造性が交錯する野性の羊毛のようなねじれ」と表現した。
キャサリン・ティファニーはアトランティック誌にて、バイデン大統領の支持者が"Thank you, Brandon"（ありがとう、ブランドン）という独自のミームを作ろうとしたが、"Let's go Brandon"のようなミームにはならなかったと書いている。ティファニーによれば、ブランドンはバイデンの名前ではなく、バイデン支持者がスローガンの中でバイデンの名前をわざわざ別の名前に置き換える理由がないからであり、一方で反バイデン陣営はバイデンという本名の代わりに別の名前を使うことを気にしないと思われるからである。

### 政治
共和党の政治家がこのフレーズを公に使用している。10月21日、共和党のビル・ポージー下院議員は本会議場での発言を"Let's go, Brandon"で締めくくった。テキサス州知事のグレッグ・アボットは、10月22日にこのフレーズを使ってツイートを行った。アボット知事はこのフレーズの人気の理由として、COVID-19のパンデミックや南部国境への対応など、バイデンの「悲惨な政策」への不満を挙げている。翌週には、共和党のジェフ・ダンカン議員が、このフレーズが刻印された布製マスクをつけて議場に出席した。テッド・クルーズ上院議員は、2021年のワールドシリーズの際にヒューストンで掲げられた"Let's Go Brandon"の看板を持ってポーズをとった。ジョージア州で行われた、ドナルド・トランプ前大統領が訪れたアトランタ・ブレーブスのワールドシリーズ第4戦にて反バイデンのチャントが登場している。

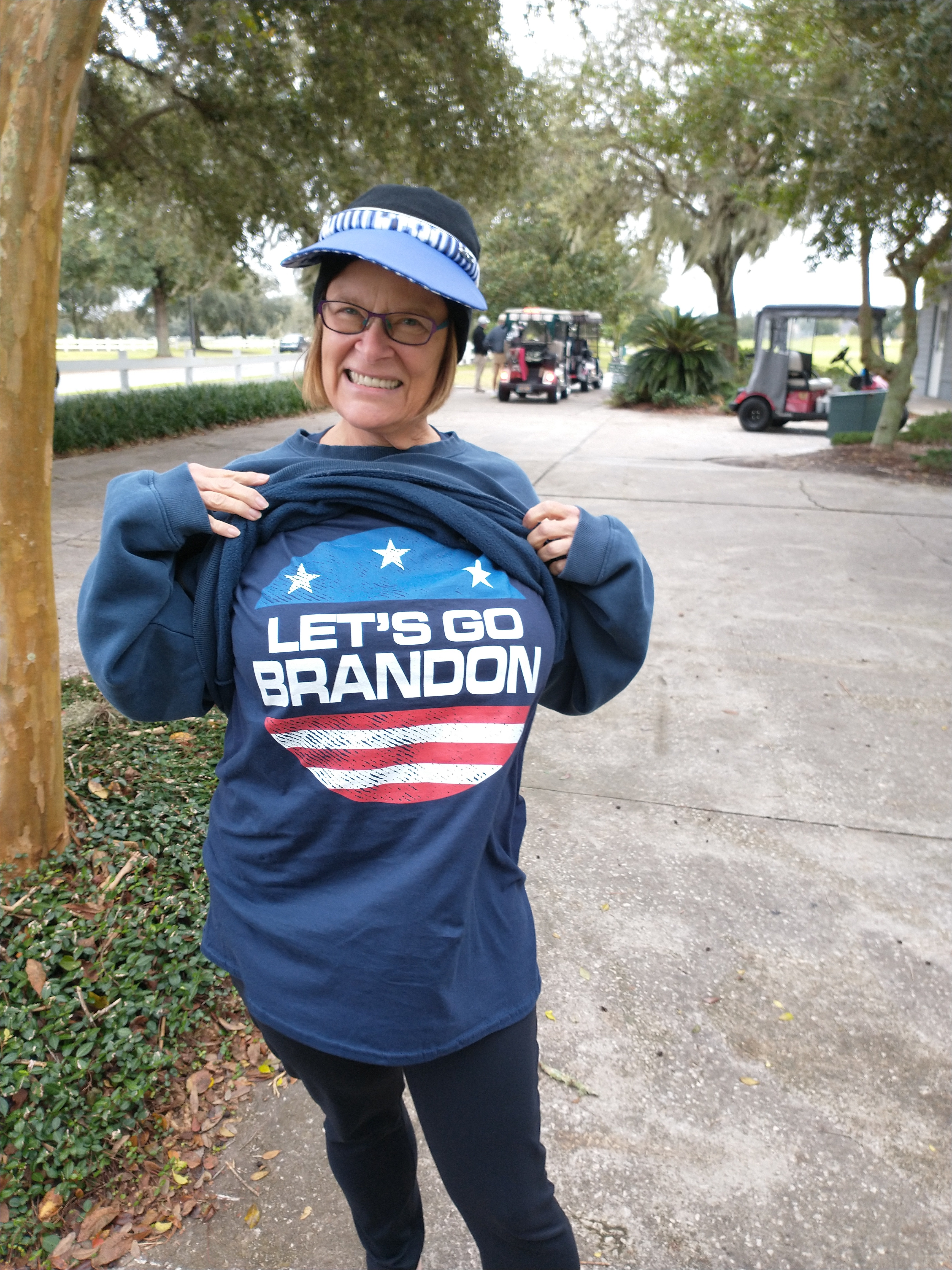
"Let's Go Brandon "のスローガンが書かれたシャツを着る女性。

共和党はこのフレーズを使って収益を上げている。10月24日、ノースカロライナ州で開催された農業博覧会ノース・カロライナ・ステート・フェアにて、同州の共和党員がこのフレーズをあしらったボタンを販売し、その4日後には、トランプ陣営がこのフレーズをあしらったTシャツの販売を開始した。
このフレーズは、2021年11月2日に執行されたバージニア州知事選挙で勝利したグレン・ヤングキンの選挙本部でも使われた。選挙の翌日、ヤングキンの逆転勝利の解説をしていたフロリダ州知事のロン・デサンティスが「バイデンを見ても、ブランドン政権を見ても」と発言したところ観衆から歓声と拍手が起こり、"Let's Go Brandon "のチャントが始まった。その数週間後、デサンティス知事はワクチン義務化に反対する法案に署名する会場として、わざわざフロリダ州のブランドンを選んだ。この会場を選んだのは"Let's go Brandon "のスローガンが動機となった。
2021年11月4日、ローレン・ブーバート下院議員は、ドナルド・トランプ前大統領との会談の際、背中に白文字で"Let's go Brandon"と書かれた赤いドレスを着用した。このドレスは、2カ月前にアレクサンドリア・オカシオ＝コルテス下院議員がファッションイベントのメットガラに出演した際に着用した"Tax the Rich"（富裕層に課税せよ）のドレスと類似していた。ブーバート議員はそのドレスの写真をツイートし、「It's not a phrase, it's a movement! #LGB」（これはフレーズではなく、ムーブメントだ！）とコメントしている。
ニュージーランドのウェリントンにてCOVID-19対策のロックダウンに対する抗議活動が行われた際、ジャシンダ・アーダーン首相にちなんだ"Let's Go Brandon & Jacinda"というフレーズの看板を持った男性が目撃された。

### 音楽
このチャントが話題となった直後、ローザ・アレクサンダーが"Let's Go Brandon"と題した反バイデンのラップ曲を収録した。この曲はまずTikTokで話題になり、その後、2021年10月18日にiTunes Storeのヒップホップ／ラップソングの上位リストで1位、同プラットフォームのランキングで2位を獲得した。アレクサンダーの曲は、2021年11月6日の週のBillboard Hot 100で38位を記録した。
同じタイトルの別の曲が、キリスト教保守派のラッパーであるブライソン・グレイによってリリースされ、iTunesで1位を獲得し、またUS Hot 100では初登場で28位を記録した。「バイデンはジャブで感染拡大を防ぐと言ったな、あれは嘘だ」（バイデンによるCOVID-19ワクチン接種の取り組みに言及）というセリフを含むグレイの曲のミュージックビデオは、『医学的な誤り』を含むとしてYouTubeから削除された。同名のカントリーラップ曲がフォージアート・ブロウによって収録され、10月27日のiTunesでは1位、2位、4位、8位にそれぞれ異なる"Let's Go Brandon"がランクインするに至った。

### その他

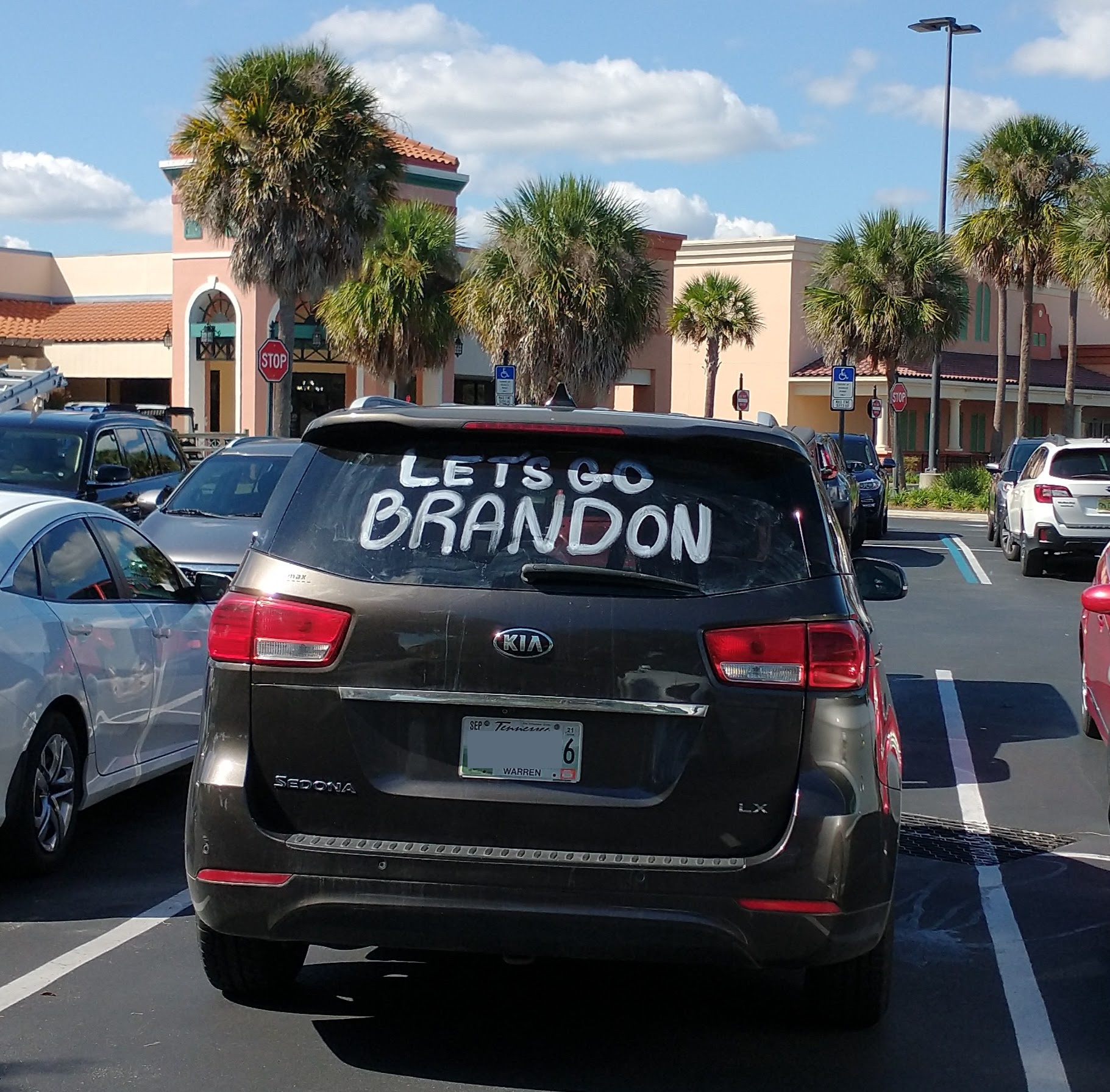
フロリダの駐車場に駐車している"Let's Go Brandon"のミームが描かれた自動車。2021年11月3日に撮影。

2021年10月28日、バージニア州フォールズチャーチにて、2つの道路電光掲示が設置され、反バイデンのスローガンを掲示するように変更された。
10月29日、サウスウエスト航空の勤務中のパイロットが、パブリック・アドレス・システムを使って"Let's Go Brandon"と発言したとされている。この事件は、ユナイテッド航空のパイロットを代表する組合が、パイロットが個人的な意見を伝えるために緊急用周波数121.5を使用することを控えるようにとの覚書を出してから1週間後のことであった。
11月1日、NBCニュースは、銃器メーカーのパルメット・ステート・アーモリー社が、このスローガンを刻印した弾薬の販売を開始したと報じた。
11月3日、ミネソタ州ブランドン市の市当局は、6つの市の看板に町名の前に"Let's go"という言葉が置かれていたことを報告している。
11月上旬、"Let's Go Brandon"(LGB)という暗号通貨の取引が開始された。